# Majkowo (obwód kurski)
Majkowo (ros. Майково) – wieś (ros. деревня, trb. dieriewnia) w zachodniej Rosji, w sielsowiecie polewskim rejonu kurskiego w obwodzie kurskim.

## Geografia
Miejscowość położona jest nad Sejmem (lewy dopływ Desny), 2,5 km od centrum administracyjnego sielsowietu (Polewaja), 22 km na południowy wschód od centrum administracyjnego rejonu (Kursk), 6,5 km od drogi federalnej R-298 (Kursk – Woroneż – R22 «Kaspij»; część europejskiej trasy E38).
We wsi znajduje się 38 posesji.
Klimat
Miejscowość, jak i cały rejon, znajduje się w strefie klimatu kontynentalnego z łagodnym ciepłym latem i równomiernie rozłożonymi opadami rocznymi (Dfb w klasyfikacji klimatów Köppena).

## Demografia
W 2010 r. wieś zamieszkiwały 44 osoby.